# Spathicarpeae
Spathicarpeae es una tribu de plantas con flores perteneciente a la familia Araceae. Tiene los siguientes géneros:

## Géneros
- Andromycia A. Rich. = Asterostigma Fisch. & C. A. Mey.
- Aropsis Rojas Acosta = Spathicarpa Hook.
- Asterostigma Fisch. & C. A. Mey.
- Bognera Mayo & Nicolson
- Dieffenbachia Schott = Maguirea A. D. Hawkes
- Felipponia Hicken = Mangonia Schott
- Felipponiella Hicken = Mangonia Schott
- Gearum N. E. Br.
- Gorgonidium Schott
- Lilloa Speg. = Synandrospadix Engl.
- Mangonia Schott
- Spathantheum Schott
- Spathicarpa Hook.
- Staurostigma Scheidw. = Asterostigma Fisch. & C. A. Mey.
- Synandrospadix Engl.
- Taccarum Brongn. ex Schott